# جورج أودني يول
جورج أودني يول (بالإنجليزية: George Udny Yule)‏، ولد في 18 فبراير 1871 في مورهام، هادينتون، مقاطعة لوثان الشرقية، اسكتلندا - توفي في 26 يونيو 1951 في كامبريدج، انجلترا) إحصائي اسكتلندي. اشتهر بأعماله في مجال المتسلسلات الزمنية بحيث كان أول من وضع الأسس النظرية لنمذجة المعاليج الذاتية الانحدار (Autoregressive processes).
قدم يول أيضا إضافات قيمة في نظرية الاحتمالات حيث سمي بإسمه قانون التوزيع الاحتمالي المتقطع المعروف باسم سايمون - يول.
كان جورج يول أول من لاحظ المفارقة الشهيرة باسم مفارقة يول سيبمسون والتي تقضي بأن المميزات الإحصائية لعينات منفصلة يمكن أن تتغير بشكل جذري إذا تم تجميع العينات، وهي المفارقة التي تؤخذ بعين الاعتبار في الدراسات الاجتماعية والاختبارات الطبية.
ولج جورج يول الجمعية الملكية البريطانية في 12 ماي 1921. في 1911 كوفئ بميدالية جاي الذهبية التي تمنحها الجمعية. تقلد يول رئاسة الجمعية الملكية الإحصائية بين 1924 و1926.

## حياته
ولد جورج أودني يول في عائلة تولي أهمية كبيرة للتحصيل العلمي. كان جد يول باحثا في اللغات الفارسية والعربية. والد يول، الذي كان يحمل نفس إسمه بالكامل، كان موظفا في الإدارة الاستعمارية البريطانية في الهند، أما عمه هنري يول فقد كان مستشرقا وشارك في الحملات العسكرية البريطانية في شبه القارة الهندية.
قبل يول في كلية لندن الجامعية، سنة 1887، وهو في سن 16 سنة في شعبة الهندسة. في 1892 قرر تغيير مساره الدراسي نحو الفيزياء لينتقل إلى بون الالمانية حيث اشتغل في مختبر الفيزياء التجريبية تحت إمرة هاينريش هيرتز ونشر أربع أوراق بحثية في مجال الكهرباء. رغم ذلك، لم يكن يول آنذاك قد حسم بعد في مجال تخصصه النهائي ليقرر العودة إلى لندن سنة 1893 ليشتغل كأستاذ مساعد لكارل بيرسون. كان بيرسون في تلك الفترة مهتما بميدان الإحصاء، ومن أهم المساهمين في وضع أسسه النظرية ومناهجه الخاصة، مما كان له تأثير كبير في حسم يول النهائي لمساره الأكاديمي ليتخصص في الإحصاء. أصدر أولى أوراقه البحثية في الإحصاء سنة 1895 ثم انتخب في نفس السنة عضوا في الجمعية الملكية الإحصائية. استمر بنشر أوراق مهمة، بالتعاون مع بيرسون، خصوصا في موضوعي الارتباط والانحدار.
في 1897 أصدر كتاب «في نظرية الارتباط»، والذي أسس فيه لمقاربة نمذجة الانحدار اعتمادا على طريقة المربعات الصغرى، والتي فرضت نفسها ابتداء من عشرينات القرن العشرين كإحدى أكثر التقنيات شعبية واستعمالا في الإحصاء والعلوم الاجتماعية.
في 1912 تقلد منصب أستاذ كرسي الإحصاء في جامعة كامبريدج وهو المنصب الذي أحدث خصيصا له واستمر فيه إلى غاية تقاعده سنة 1931 بسبب مضاعفات مرض الخثار الذي أنتج لديه إعاقة حركية.
اشتغل خلال الحرب العالمية الأولى مع وزارتي الحربية والزراعة البريطانيتين. استمر في تقاعده إلى غاية 1940 حيث استطاع معاودة العمل من جديد ليتخصص في تطبيق الطرق الإحصائية في مجال الأدب المقارن ونشرت أعماله في هذا المجال ضمن كتاب «الدراسة الإحصائية للمصطلحات الأدبية».

## أعماله في مجال الإحصاء
رغم انه لم يقم بتطوير مجالات إحصائية جديدة إلا أن يول قدم إضافات مهمة في توطيد الإحصاء كمجال مستقل ضمن الرياضيات التطبيقية. حسب شهادة موريس كندال فيول كان محفزا كبيرا لتطور المجال الإحصائي وكان يتميز بسخاء معرفي كبير مع تلامذته وزملائه الأساتذة ولكل من يطلب مشورته الإحصائية.
اشتهر يول بمؤلفاته المرجعية وخصوصا «مدخل إلى النظرية الإحصائية» والذي صدرت منه 14 طبعة. كان يول يهتم كثيرا بمفهوم العلاقة الإحصائية بين المتغيرات وبالارتباط الإحصائي، وكانت له مقاربة مختلفة لهذه المفاهيم عن تلك التي كان ينهجها بيرسون، وكان مؤمنا بضرورة تبييئ مفهوم الارتباط مع الخصائص البنيوية للمتغيرات (وهو ما يتجلى في حالة المتسلسلات الزمنية).
في سنوات 1920، بدأ اهتمام يول بالمتسلسلات الزمنية ونشر ثلاث أوراق بحثية تعتبر مرجعية في هذا المجال:
- في مسألة الارتباط الزمني (1921): On the time-correlation problem
- لماذا نواجه أحيانا ارتباطات غير ذات معنى بين المتسلسلات الزمنية؟ (1926) Why Do We Sometimes Get Nonsense Correlations between Time-series
- منهجية دراسة دورات المتسلسلات المضطربة، مطبقة على عدد وولف للبقع الشمسية (1927) On a Method of Investigating Periodicities in Disturbed Series, with Special Reference to Wolfer's Sunspot Numbers
في المقالة الأخيرة، عرف يول لأول مرة المعلاج الذاتي الانحدار واقترحه لنمذجة المتسلسلات الزمنية لعدد البقع الشمسية مبرهنا على أنه أكثر نجاعة من طريقة حساب الكثافة الطيفية لآرثر شوشتر.